# Ana Portnoy
Ana Portnoy (1950 - 30 de maio de 2020) foi uma fotógrafa argentina. Nasceu em Buenos Aires e exilou-se na Espanha em 1977. Ela tirou fotos de vários autores, incluindo Andreu Martín, Juan Marsé, Maruja Torres, Javier Cercas, Claudia Piñeiro, Clara Obligado, Guillermo Martínez, Rodrigo Fresán, Mariana Enriquez, James Ellroy, Petros Márkaris, Alejandra Costamagna, Colm Tóibin e Ida Vitale.